# Agatha i els assassinats de mitjanit
Agatha i els assassinats de mitjanit (títol original en anglès, Agatha and the Midnight Murders) és un telefilm dramàtic d'ucronia del 2020 sobre l'escriptora Agatha Christie. La pel·lícula es va estrenar a Channel 5 al Regne Unit el 5 d'octubre de 2020, i a PBS als Estats Units el 25 de maig de 2021. Va ser dirigit per Joe Stephenson. S'ha doblat i subtitulat al català.

## Sinopsi
La Christie té problemes per cobrar els drets d'autor de les seves obres publicades als Estats Units. Per tant, en un intent de fer una venda privada en efectiu d'un manuscrit, decideix matar el seu personatge més famós, Hercule Poirot. Contracta un home de mala vida perquè l'acompanyi com a guardaespatlles per demanar una retellada de preu. L'acció té lloc en un hotel on la Christie espera completar la transacció. La Christie i el seu guardaespatlles es troben amb els possibles compradors i un grup variat d'hostes de l'hotel. El suspens augmenta a mesura que es produeixen una sèrie d'assassinats a l'hotel.

## Repartiment
- Helen Baxendale com a Agatha Christie
- Blake Harrison com a Travis Pickford
- Jacqueline Boatswain com a Audrey Evans
- Gina Bramhill com a Grace Nicory
- Daniel Caltagirone com a Eli Schneider
- Thomas Chaanhing com a Frankie Lei
- Scott Chambers com a Clarence Allen
- Vanessa Grasse com a Nell Lewis
- Jodie McNee com a PC O'Hanauer
- Elizabeth Tan com a Jun Yuhuan
- Morgan Watkins com a Rocco Vella
- Alistair Petrie com a Sir Malcolm Campbell

## Producció
El rodatge va tenir lloc a Malta, juntament amb Agatha i la maledicció d'Ishtar.

## Rebuda
El telefilm va ser mal rebut per la crítica. Escrivint per a The Guardian, Euan Ferguson va dir: "Va ser un embolic: mal tramat, incloent-hi trossos per riure o altres de horror sense aconseguir mai cap de les dues coses". Anita Singh de The Daily Telegraph va donar al programa 2 de 5 estrelles, i va escriure: "El comportament de tots els personatges va semblar una mica estrany, i no estava clar si això era per accident o estava dissenyat així. Alguns eren caricatures mentre que d'altres amb prou feines hi eren."